# 伊萬·戈列梅金
伊万·洛吉诺维奇·戈列梅金（俄語：Ива́н Лóггинович Горемы́кин，1839年11月8日—1917年12月24日），俄罗斯帝国政治家，曾任俄罗斯帝国内政大臣（1895年-1899年）和大臣会议主席（1905年-1906年、1914年-1916年）。
| 前任： 弗拉基米尔·科科夫佐夫 | 俄罗斯帝国大臣会议主席 1914年 - 1916年 | 繼任： 鲍里斯·施蒂默尔   |
| 前任： 谢尔盖·维特           | 俄罗斯帝国大臣会议主席 1905年 - 1906年 | 繼任： 彼得·斯托雷平     |
| 前任： 伊万·杜尔诺沃         | 俄罗斯帝国内政大臣 1895年 - 1899年     | 繼任： 德米特里·西皮亚金 |